# Сарымсаков, Ширьяздан Мухаметзянович
Ширьяздан Мухаметзянович Сарымсаков (тат. Ширияздан Мөхәммәтҗан улы Сарымсаков; 12 мая 1911, Атбасар, Акмолинская область, Российская империя — 30 сентября 1999, Казань, Татарстан) — советский и татарский актёр, режиссёр театра и кино, педагог. Заслуженный деятель искусств Татарской АССР (1945). Заслуженный деятель искусств РСФСР (1957). Лауреат Государственной премии Татарстана имени Габдуллы Тукая (1958).

## Биография
В 1928—1930 годах обучался в Татарском театральном техникуме в Казани. Продолжил учёбу в московском Центральном театральном техникуме. Через год перешёл на режиссёрский факультет ГИТИСа. После получения диплома, в 1936 году вернулся в Казань.
До 1966 года работал режиссёром в Татарском государственном академическом театре. В 1942—1943 и 1952—1958 годах — исполнял обязанности главного режиссёра театра.
За тридцать лет работы в татарском театре Ш.Сарымсаков осуществил постановку более семидесяти пьес татарских, русских и зарубежных драматургов. Его постановки «Ревизора» Н.Гоголя, «Доходное место» А.Островского, «Варвары» М.Горького, «Человек с ружьём» Н.Погодина, «Шамсекамер» М.Аблиева, «Голубая шаль» К.Тинчурина, «Тукай» А.Файзи, «Искры» Т.Гиззата, «Свобода» Н. Жиганова заняли достойное место в истории татарского театрального искусства.
Кроме театральных постановок и музыкальных спектаклей на сцене Татарского государственного театра оперы и балета им. М.Джалиля, на Казанской киностудии снял фильмы, посвящённые композитору Салиху Сайдашеву и татарскому музыкальному искусству.
Вёл большую педагогическую деятельность – в течение 20 лет заведовал кафедрой режиссуры в Казанском государственном университете культуры и искусства. В числе его известных учеников - Шаукат Биктемиров, Халим Залялов, Наиль Шайхутдинов и другие.
Был женат на Галие Булатовой (1900—1988), драматической актрисе, народной артистке РСФСР. Похоронен на Ново-Татарском кладбище в Казани.

## Память
На доме в Казани, в котором жил Ш.Сарымсаков установлена мемориальная доска.